# Тагуа

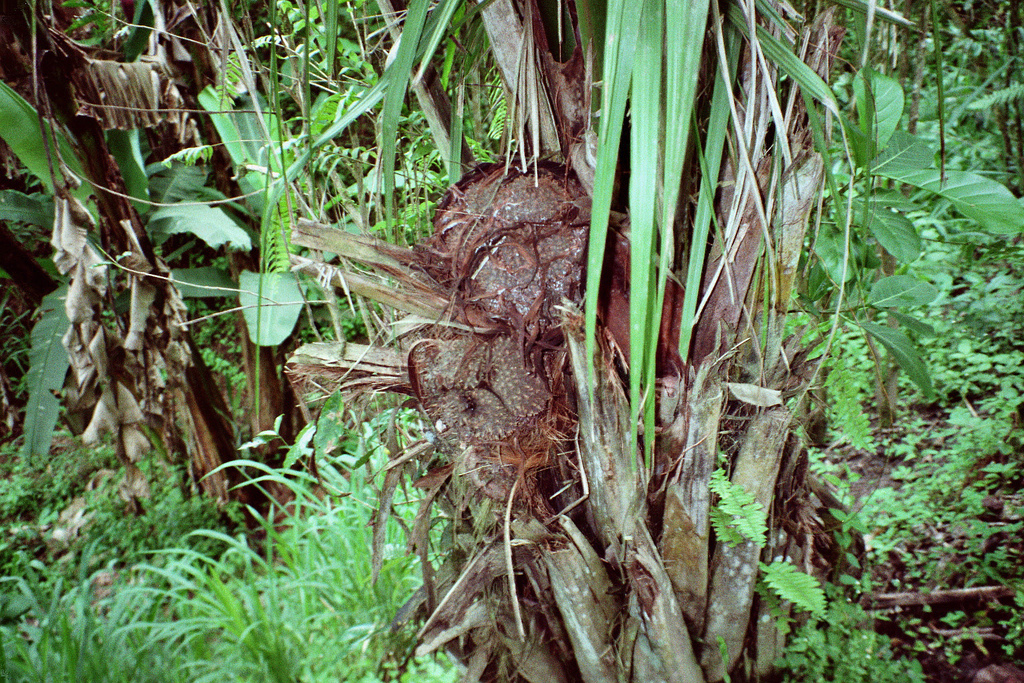
Плоды тагуа на Phytelephas aequatorialis

Тагуа — семена пальм видов Phytelephas macrocarpa и Phytelephas aequatorialis из рода Phytelephas, относящегося к одному из самых древних родов пальм. Название рода означает в переводе с латыни «растительный слон».

## Происхождение
Пальмы рода Phytelephas растут прежде всего в Эквадоре, кроме того в Панаме, Колумбии, Бразилии и Перу. Эти пальмы предпочитают влажные места и встречаются до высоты 1800 м над уровнем моря. Перистые листья длиной около 6 м и до 1 м шириной хорошо подходят для крыш в тропиках. Из листовых волокон делают верёвки и мётлы. Соцветия мужских растений, которые встречаются реже женских, представляют собой простой мясистый початок с тесно прижатыми цветами, распространяющими при полном раскрытии сильнейший запах. Женские растения производят за год примерно 20 покрытых коркой плодов величиной с голову, висящих прямо на стволе и отделяемых от него только с помощью топора или мачете. В каждом плоде, разделённом на ячейки, заполненные мякотью, находится несколько десятков орехов, достигающих размеров куриного яйца.
После сбора орехи ещё мягкие и содержат жидкость с некоторым количеством винной кислоты, которую можно пить. Выбранные для переработки орехи в течение нескольких месяцев сушат на солнце, при этом они становятся всё крепче, пока наконец не становятся твёрдыми как кость. Под чёрно-коричневой оболочкой находится материал цвета слоновой кости, который можно пилить, фрезеровать, обрабатывать на токарном станке, резать, полировать и окрашивать. Он не расслаивается и очень стоек к ударам и истиранию. Длительное пребывание на солнечном свете делает его темнее. Нагреванием на огне поверхности можно придать светло-коричневый цвет, в котором различим муаровый рисунок.

## Использование

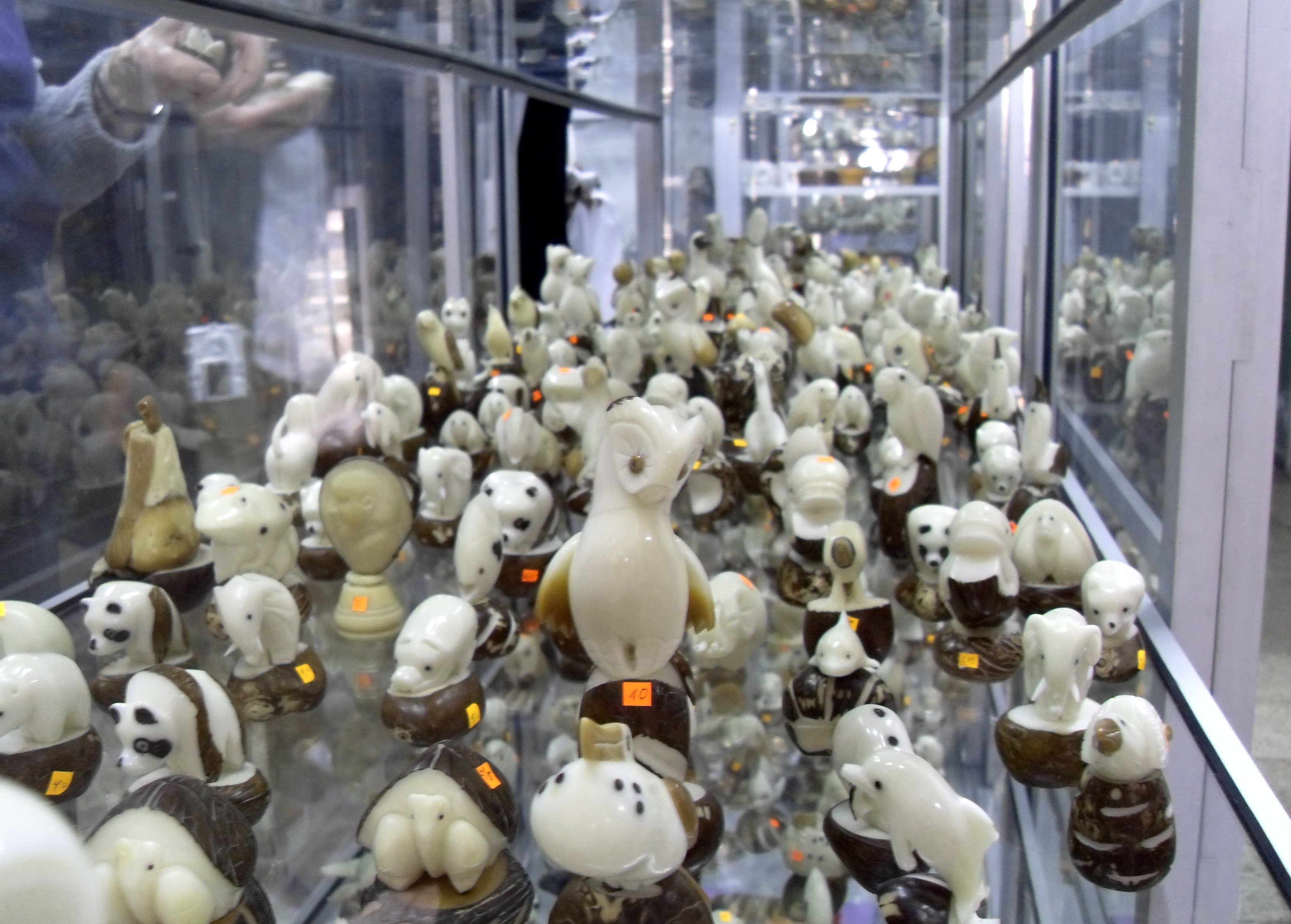
Резные изделия из тагуа в Риобамба, Эквадор

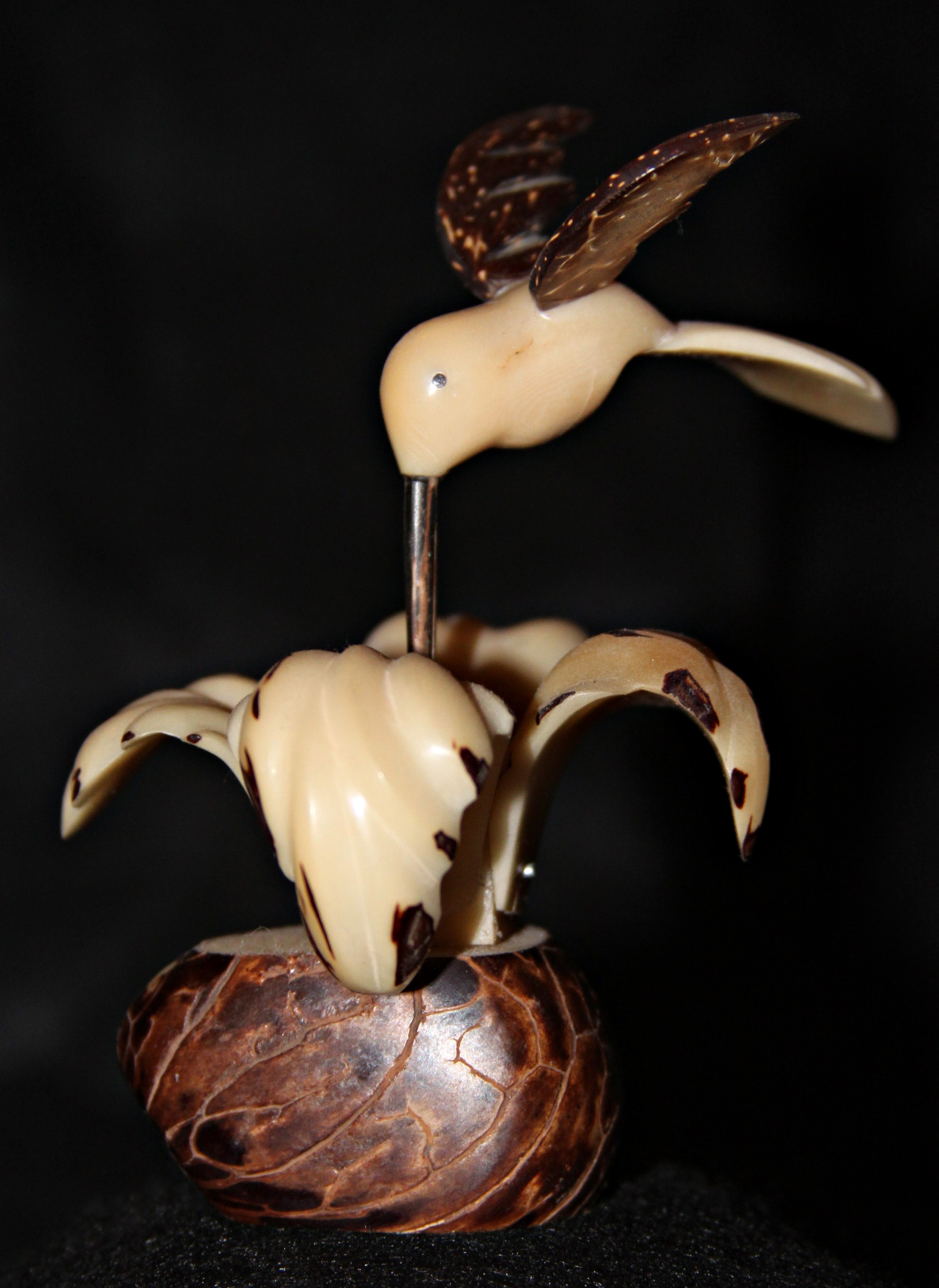
Изделие из тагуа в музее Ломбардс, Эквадор

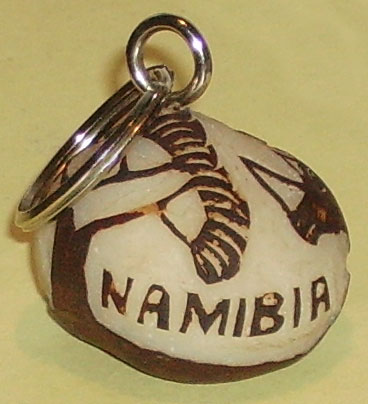
Орех тагуа, обработанный в виде брелока

Население из мест произрастания пальм тагуа знало о полезных свойствах этих орехов с незапамятных времён. Местные мастера изготавливали из них такие предметы как украшения, расчёски, зубочистки и даже пилы. Впоследствии орехи тагуа стали известны в Европе и в дальневосточных странах. Орехи различались по сортам и качеству и назывались по портам, из которых их вывозили (например «Картахена», «Гуаякиль», «Маленькая Сабанилья»). В течение около двух столетий орехи тагуа использовались как заменитель слоновой кости и служили важным сырьём при изготовлении украшений и мелких предметов. Из них делали набалдашники тростей, шахматные фигуры, игральные кости, курительные трубки, игрушки и многое другое. В Японии они стали одним из видов сырья для изготовления миниатюр нэцкэ. В 1920-е годы использование орехов тагуа достигло своего пика. Их тоннами импортировали в Европу и в промышленных масштабах перерабатывали в мелкие предметы, особенно в пуговицы. После Второй мировой войны использование тагуа быстро пошло на спад, так как они были заменены синтетическими материалами.
Возврат к природе произошёл в начале 1960-х годов, когда тагуа были вновь открыты в качестве материала для пуговиц. В восьмидесятые годы в ходе экологической кампании этот материал пережил ещё один взлёт, когда международные организации начали крестовый поход за «спасение» орехов тагуа. Обедневших сборщиков орехов побуждали образовывать кооперативы. Конкуренция в изготовлении фигур и украшений из тагуа требовала талантов и вывела искусство обработки тагуа на международно признанный уровень. В отличие от слоновой кости, добыча которой приводит к истреблению слонов, спрос на орехи тагуа не наносит ущерба тропическим дождевым лесам, а вместе с тем — животным, обитающих в них. При сборе орехов пальмы остаются неповреждёнными и за ними даже ухаживают, чтобы последующие урожаи были достаточными. Там, где орехи тагуа становятся важным хозяйственным фактором для местных жителей, останавливается вырубка лесов.